# Formosia saturatissima
Formosia saturatissima är en tvåvingeart som först beskrevs av Walker 1861.  Formosia saturatissima ingår i släktet Formosia och familjen parasitflugor. Inga underarter finns listade i Catalogue of Life.